# Phyllophaga ecostata
Phyllophaga ecostata är en skalbaggsart som beskrevs av Horn 1887. Phyllophaga ecostata ingår i släktet Phyllophaga och familjen Melolonthidae. Inga underarter finns listade i Catalogue of Life.